# Tyngdedyne
 Denne artikel bør gennemlæses af en person med fagkendskab for at sikre den faglige korrekthed.
    .. for evt. kopieret indhold: "copyvio" 

En tyngdedyne er en dyne med forøget vægt, som har en positiv effekt på at berolige nervesystemet og finde ro i egen krop. Tyngdedynen virker ved at stimulere kinæstesisansen (muskel-led sansen), hvilket er en afgørende faktor i forhold til at aktivere det parasympatiske nervestystem, som er en forudsætning for at finde hvile. Særligt ses der god effekt ift. at dæmpe motorisk uro, hvilket gør at tyngdedynen er et effektivt redskab hos ergoterapeuter ved afhjælpning af søvnproblemer hos mindre børn, da anvendelse af tyngdedynen giver lettere indsovning og færre opvågninger for barnet.
Tyngdedynen aktiverer både følesansen og bevægesansen når tyngdedynens fyldmateriale mærkes på kroppen, og giver en følelse af at få et kram eller at blive holdt om gennem søvnen. Den taktile sans (følesansen) registrerer berøring af huden og sender besked til hjernen når den stimuleres fra dynens berøring. Bevægesansen (proprioceptionssansen) aktiveres ved tyngdedynens blide tryk på led og muskler, som er den samme form for beroligende stimuli der opnås fra massage og tryk på muskler og led. Det hjælper til at kroppen ”afgrænses”, så barnet tydeligere kan mærke sin egen krop og er en væsentlig faktor i forhold til at skabe tryghed for barnet, som derefter kan hengive sig til en rolig søvn.
Tyngdedynens evne til at forbedre søvnen er videnskabeligt eftervist i et stort antal kliniske forsøg for børn med søvnproblemer affødt af motorisk uro, og har også vist at have en beroligende effekt på børn med diagnoser relateret til ADHD og Autisme. 